# Virgin Samoa
Virgin Samoa anteriormente conocida como Polynesian Blue fue una aerolínea establecida en Apia (Samoa) del Grupo Virgin (49% era propiedad del gobierno de Samoa). Reemplazaba la antigua aerolínea propiedad del estado llamada Polynesian Airlines que suspendió las operaciones internacionales. 

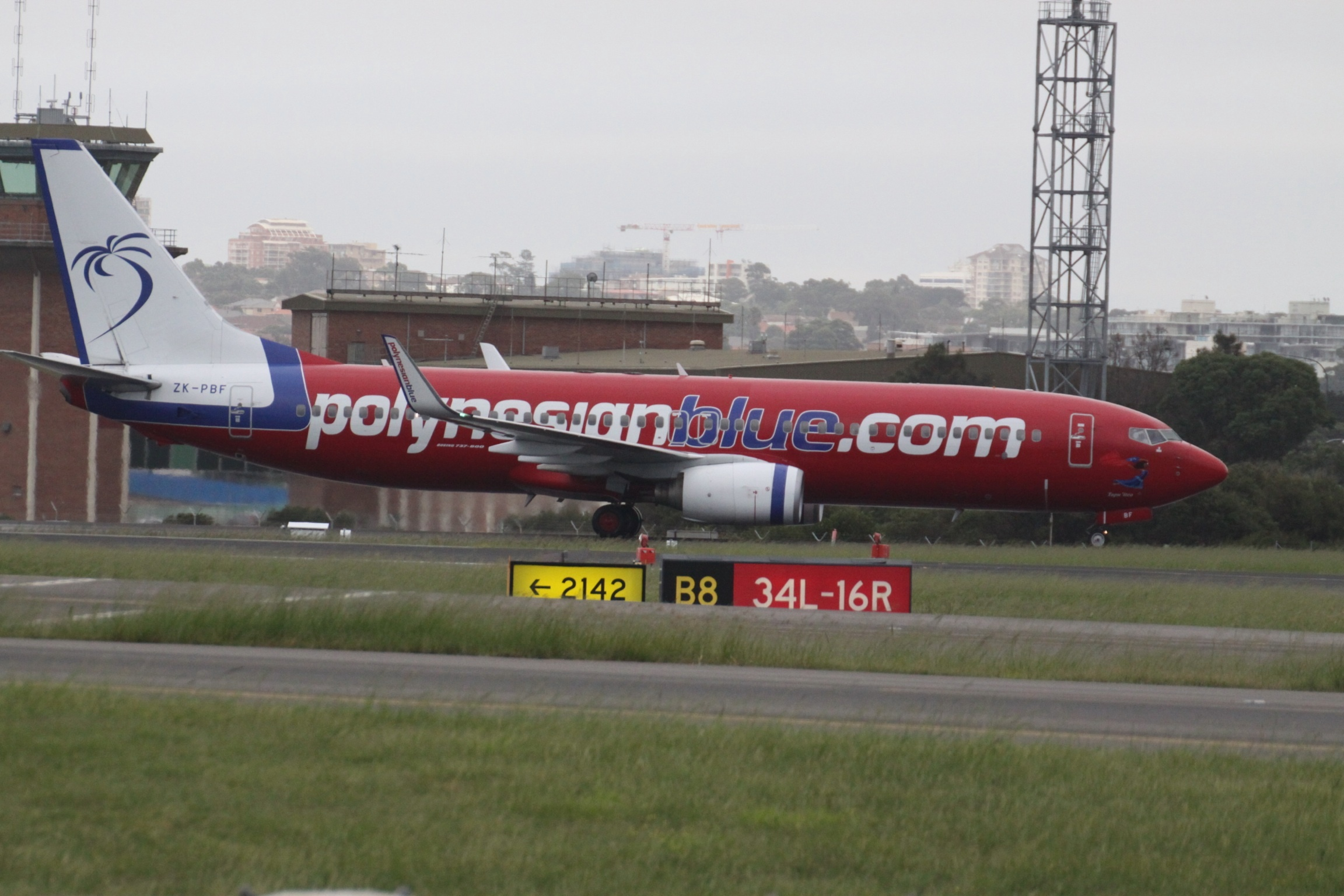
Boeing 737-800 de Polynesian Blue en el Aeropuerto Internacional Kingsford Smith (2012)

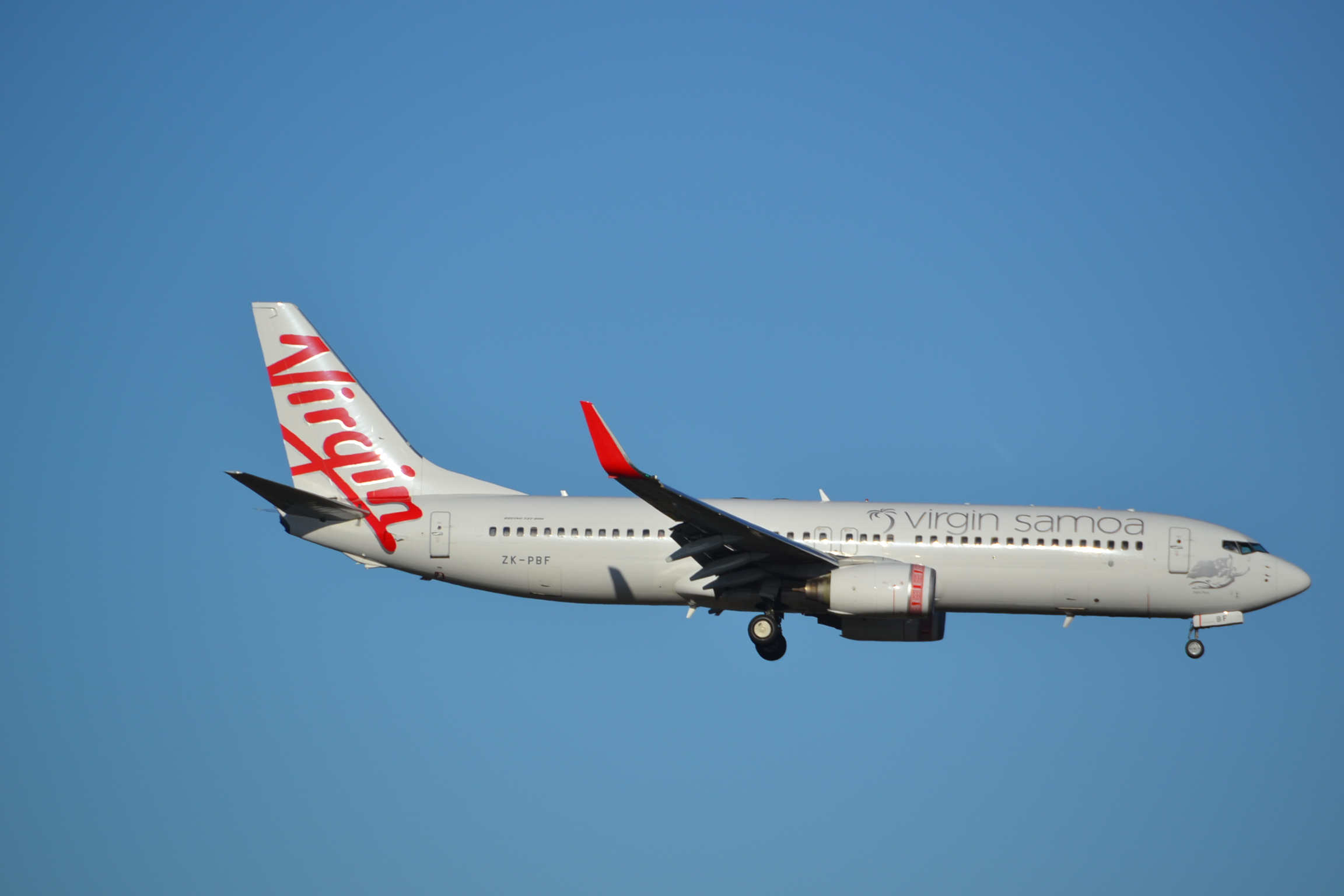
Boeing 737 Next Generation de Virgin Samoa en el Aeropuerto Internacional Kingsford Smith (2014)

La marca fue renombrada luego del lanzamiento de su filial Virgin Australia, anteriormente llamada Virgin Blue, posteriormente Polynesian Blue adoptó su nuevo nombre como Virgin Samoa y adquirió un nuevo logo y diseño en sus aviones que eran operados por Virgin Australia, adaptando tatuajes samoainos en sus motores. Los uniformes de los tripulantes y personal a bordo también fueron rediseñados. 
En mayo de 2017, el primer ministro de Samoa, Tuilaepa Aiono Sailele Malielegaoi, escribió a Virgin Australia para informarle de la intención del gobierno de retirarse de la empresa conjunta. Esto siguió a dos años de descontento del gobierno con el hecho de que los clientes y el gobierno de Samoa no estaban obteniendo suficientes beneficios de la empresa conjunta. Virgin Australia confirmó más tarde que los servicios cesarían el 12 de noviembre de 2017. El gobierno propone que Polynesian Airlines reanude la operación de vuelos de larga distancia, mientras que Virgin Australia comenzó a operar servicios a Samoa el 13 de noviembre de 2017 por derecho propio.

## Antiguos destinos
| Países        | Destinos | Aeropuertos                              |
| ------------- | -------- | ---------------------------------------- |
| Australia     | Brisbane | Aeropuerto de Brisbane                   |
| Australia     | Sídney   | Aeropuerto Internacional Kingsford Smith |
| Nueva Zelanda | Auckland | Aeropuerto Internacional de Auckland     |
| Samoa         | Apia     | Aeropuerto Internacional Faleolo HUB     |

## Flota histórica
| Aeronaves      | Total | Introducido | Retirado | Matrículas                    |
| -------------- | ----- | ----------- | -------- | ----------------------------- |
| Boeing 737-800 | 2     | 2015        | 2017     | ZK-PBF (rrg. VH-VOR) y VH-YID |